# Thập niên 1040
Những năm 1040 là một thập kỷ của Lịch Julian bắt đầu vào ngày 1 tháng 1 năm 1040 và kết thúc vào ngày 31 tháng 12 năm 1049.